# 全国人大信息中心
全国人大信息中心，是中华人民共和国全国人民代表大会常务委员会办公厅直属事业单位。

## 简介
根据中央机构编制委员会办公室的批复以及全国人大常委会机关党组的决定，1997年6月全国人大信息中心正式成立。当时全国人大信息中心的主要任务为：
|    | *（一）承担全国人大常委会机关的办公自动化工作，建立包括国家最高权威的法律法规信息系统在内的“人大综合信息系统”； - （二）配合国家的立法和监督工作，向社会提供权威的法律法规信忽查询及法律咨询服务，促进我国的民主法制建设； - （三）配合国家的议会外交工作，对外宣传我国的人民代表大会制度和我国的法制环境，开展国际间的法律法规信息交流，促进我国的对外开放。 |
| —— | |

全国人大信息中心于1997年下半年筹建，1998年初组建完成。
全国人大信息中心的宗旨和业务范围是：“为人大系统和社会公众提供信息服务。信息系统建设与资料管理；相关信息产品开发；信息采集与加工处理；信息分析与发布；相关咨询服务与培训。”

## 历任领导
| 主任 - 王平（？—？） - 张绍敏（？—） | 副主任 …… - 王桂芬（？—？） - 张绍敏（？—？） - 杨胜万（？—？） - 孙博（？—？） - 钟俊华（？—？） |